# Ipswich (motorfiets)
Ipswich is een Belgisch historisch merk van motorfietsen.
Deze machines werden rond 1904 geproduceerd door E. Béranger aan de Rue Botanique 73 in Brussel.
Egon Duchateau, Geert Huylebroeck, Nick Jonkheere, Rick van Eycken en Luc Freson vonden dit merk in het "Livre d'Or de l'Automobile et de la Motocyclette" dat in 1951 was uitgegeven door de Royal Motor Union. Daar stond het merk als "Swipsch" genoemd met als productiedatum ca. 1900. Later ontdekten ze dat er een schrijffout in dit boek stond. Via de Australische kenner van klassieke motorfietsen Howard Burrows ontvingen ze een afbeelding van een advertentie van de firma E. Béranger, waarin het merk "Ipswich" werd genoemd. Dit was een advertentie voor een Brits blad, in het Engels opgesteld en gericht op het vinden van dealers. Het waren voor die tijd conventionele motorfietsen met 2½- en 3½pk-eencilindermotoren van onbekende herkomst. De motor was gemonteerd in een fietsframe dat aan de onderkant open was waar de motor, vóór de trapperas, was geplaatst.
Adverteren in het Verenigd Koninkrijk was voor Belgische merken niet ongewoon. Voor 1906 was er nauwelijks sprake van een Britse motorfietsindustrie en werden veel Belgische en Franse motorfietsen daar verkocht.